# Nikolái Chelnokov
Nikolái Vasílievich Chelnokov (en ruso: Никола́й Васи́льевич Челноко́в; Irkutsk, Imperio ruso, 9 de mayo de 1906 – Moscú, Unión Soviética, 16 de julio de 1974) fue un piloto de aviación de asalto de la Armada Soviética que recibió dos veces el título de Héroe de la Unión Soviética durante la Segunda Guerra Mundial. Se unió al Ejército Rojo en 1928 y en pocos años se convirtió en piloto de la Armada Soviética e instructor de vuelo. Durante la Segunda Guerra Mundial recibió el ascenso a comandante de escuadrón y luego a comandante de regimiento. Después de la guerra fue ascendido a mayor general antes de retirarse del ejército en 1954.

## Biografía

### Infancia y juventud
Chelnokov nació el 9 de mayo de 1906 en Irkutsk —en esa época parte del Imperio ruso, actualmente situada en el óblast de Irkutsk en Rusia— en el seno de una familia rusa de clase trabajadora. Dos años más tarde, su familia se trasladó al pueblo de Glebovo, en las afueras de San Petersburgo, que habían abandonado en 1905 antes de que él naciera, y residieron allí hasta 1926. Ese año mismo, Chelnokov se graduó de noveno grado en la escuela de Kashin antes de comenzar a trabajar como obrero en Leningrado. En 1928 comenzó a estudiar en el Instituto Electrotécnico de Leningrado, pero lo abandonó poco después para alistarse como voluntario en el Ejército Rojo en diciembre de 1923.
En noviembre de 1929, menos de un año después de ingresar en el ejército, se graduó en la Escuela Teórica Militar de la Fuerza Aérea de Leningrado (actualmente Academia Espacial Militar Mozhaisky). Un año después se graduó en la Escuela de Pilotos de Aviación Militar de Borisoglebsk y, en mayo de 1931, en la Escuela de Pilotos Navales de Aviación Militar de Sebastopol, después fue enviado a la Escuela de Aviación Militar de Yeisk como instructor de vuelo. Allí fue ascendido a comandante de vuelo y pilotó numerosos modelos de aviones, entre ellos: el Po-2, Sh-2, MBR-2, R-6 y S-68. En 1938 fue reasignado al 1.er Regimiento de Aviación de Minas y Torpedos; allí voló el famoso Ilyushin DB-3.
Durante la Guerra de Invierno voló con la unidad como piloto júnior y más tarde comandante de vuelo, realizó cuarenta misiones de combate a los mandos de un Ilyushin DB-3 y sobrevivió a varios encuentros cercanos con la muerte después de enfrentar diversos fallos mecánicos debido al clima helado. Durante una misión en enero de 1940 se vio obligado a realizar un aterrizaje de emergencia en las heladas aguas del Golfo de Finlandia. El avión volvió a ponerse en servicio tras someterse a un mantenimiento, pero en el primer despegue tras las reparaciones volvió a sufrir problemas con el motor. Tras el fin de la guerra con Finlandia siguió pilotando el DB-3 como comandante de vuelo de su unidad y, antes de la invasión alemana de la Unión Soviética, pasó a ser comandante de escuadrón.

### Segunda Guerra Mundial
Durante los dos primeros meses después del inicio de la Operación Barbarroja, Chelnokov voló en misiones defensivas en el Báltico, al mando de su escuadrón de DB-3; realizó su primera salida de combate el 24 de junio y voló su última misión a los mandos de un DB-3 a finales de julio. Durante ese tiempo participaron en el bombardeo de una base naval alemana y en múltiples ocasiones volaron sin escoltas de caza, lo que resultó en intensos enfrentamientos con aviones enemigos que resultaron en grandes pérdidas para su unidad, agravados por la escasez de combustible. Después de las intensas pérdidas que sufrió, el regimiento fue retirado del frente y estacionado en Vorónezh, donde comenzó a entrenarse nuevamente para pilotar el Ilyushin Il-2. Al ser uno de los primeros pilotos en dominar el nuevo avión, se lo mantuvo alejado del frente para que pudiera entrenar a otros pilotos navales.
En agosto formó parte de un vuelo para transportar diez de los nuevos aviones a la Flota del Mar Negro, y más tarde ese mismo mes regresó a la Flota del Báltico a los mandos de un grupo de nuevos Il-2. Desde entonces hasta abril de 1942 fue comandante de escuadrón en el 57.º Regimiento de Aviación de Asalto, durante el cual combatió en el Sitio de Leningrado. Fue nominado para recibir el título de Héroe de la Unión Soviética el 28 de diciembre de 1941 por acumular 58 salidas de combate en el Il-2; sin embargo, no le otorgaron el título hasta el 14 de junio de 1942. En abril de 1942 fue nombrado comandante adjunto del 1.er Regimiento de Aviación de Torpedos y Minas de la Guardia, y en agosto fue ascendido a comandante del regimiento.
El 2 de mayo de 1943, el maestro armero de su regimiento murió en una explosión accidental mientras intentaba retirar las bombas de un viejo DB-3; la explosión también dañó gravemente varios cazas Yak además de destruir dos DB-3. Fue sometido a juicio junto con otros dos ingenieros de su regimiento; se le degradó a mayor, se le retiró el mando del regimiento y se le impuso una sentencia suspendida de cinco años de prisión que debía cumplir al final de la guerra. Sin embargo, en abril de 1944 un tribunal decidió que no tendría que cumplir la condena.

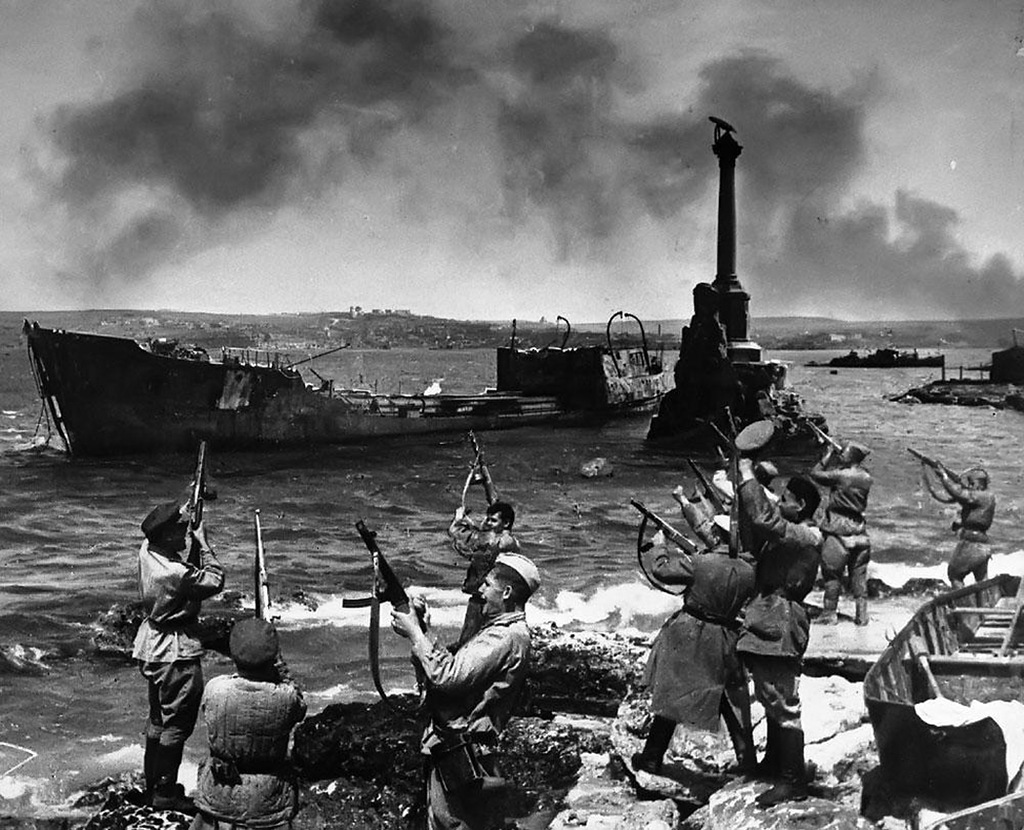
Soldados soviéticos disparan al aire después de expulsar a las tropas del Eje de Sebastopol. En segundo plano se pueden ver los restos de buques alemanes destruidos por la aviación soviética.

En junio de 1943 asumió el papel de comandante asistente para el entrenamiento de vuelo en el 8.º Regimiento de Aviación de Asalto de la Guardia. Poco después, en agosto, fue nombrado comandante de escuadrón en el 47.º Regimiento de Aviación de Asalto. Durante una misión el 18 de agosto de 1943, dirigió a su escuadrón en una salida sobre Anapa que resultó en la destrucción de once aviones enemigos. En octubre fue nombrado inspector de vuelo de la 11.ª División de Aviación de Asalto. En diciembre regresó al 8.º Regimiento de la Guardia como comandante, donde permaneció hasta agosto de 1944. A pesar de su alto cargo, continuó volando en combate; el 11 de marzo de 1944 lideró una formación de diecinueve Il-2 en un ataque a buques navales del Eje en Feodosia —durante la ofensiva de Crimea—, lo que resultó en la destrucción de barcos de transporte, patrulla y torpederos enemigos.
Entre enero y abril de 1944, los aviadores bajo su mando hundieron quince buques y dañaron otros 37. En agosto de ese mismo año fue nominado para recibir una segunda Estrella de Oro de Héroe de la Unión Soviética por realizar 277 misiones de combate. Ese mes, fue ascendido a comandante de la 9.ª División de Aviación de Asalto, pero dejó el mando de la misma en noviembre, para ingresar en la Academia Naval de Leningrado (actualmente Academia Naval N. G. Kuznetsov).

### Posguerra
Después de graduarse en la Academia Naval en 1945, comandó la 9.ª División de Aviación de Asalto, que permaneció bajo su mando hasta diciembre de 1947. De 1946 a 1950 fue diputado de la II Convocatoria del Sóviet Supremo de la Unión Soviética. En mayo de 1949 fue ascendido al rango de mayor general y en diciembre de ese mismo año, tras graduarse en la Academia Militar del Estado Mayor de las Fuerzas Armadas de la URSS, fue nombrado comandante adjunto de la fuerza aérea de la 4.ª División Naval. En 1950 fue nombrado inspector general de defensa aérea; de 1951 a 1953 fue inspector superior de aviación de la marina y en julio de 1953 se convirtió en el navegante principal de la marina. Desde marzo de 1954 hasta su retiro del ejército un mes después dirigió el departamento de servicios de navegación.
Después de jubilarse en 1954, fijó su residencia en Moscú donde, de 1954 a 1955, trabajó como subdirector del Departamento de Transporte Aéreo y Acuático del Ministerio de Comercio. Murió el 16 de julio de 1974 y fue enterrado en el cementerio de Golovinsky.

## Condecoraciones

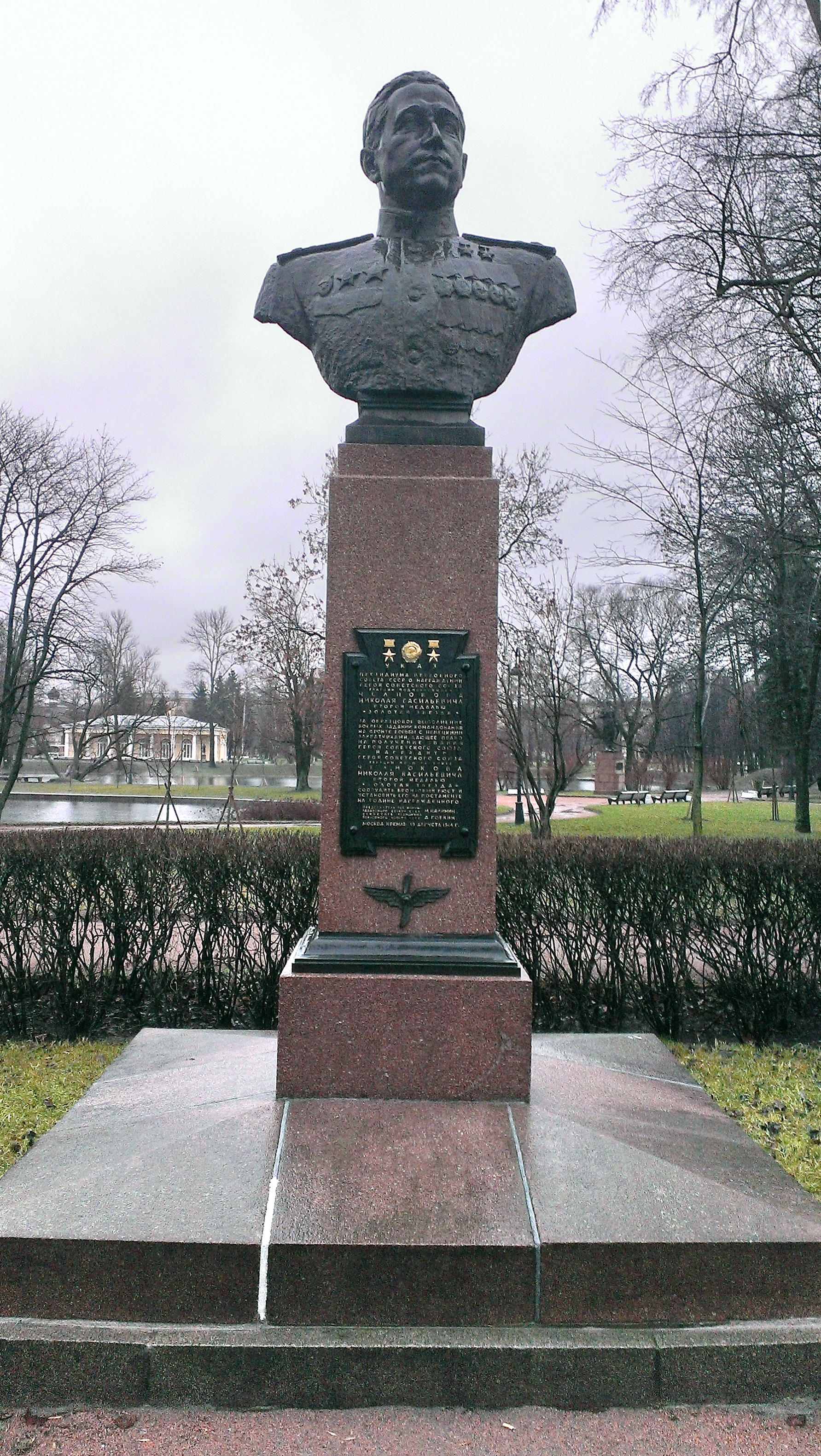
Busto en honor a Nikolái Chelnokov en el Callejón de los Héroes en San Petersburgo (Rusia)

A lo largo de su carrera militar Nikolái Chelnokov fue galardonado con las siguientes condecoraciones
|  | Héroe de la Unión Soviética, dos veces (14 de junio de 1942 y 19 de agosto de 1944)                                          |
|  | Orden de Lenin, tres veces (29 de noviembre de 1914, 14 de junio de 1942 y 5 de noviembre de 1954)                           |
|  | Orden de la Bandera Roja, cuatro veces (21 de abril de 1940, 30 de abril de 1944, 30 de junio de 1944 y 20 de junio de 1949) |
|  | Orden de Ushakov de 2.do grado (10 de agosto de 1945)                                                                        |
|  | Orden de la Estrella Roja (3 de noviembre de 1944)                                                                           |
|  | Orden de la Insignia de Honor (25 de mayo de 1936)                                                                           |
|  | Medalla Conmemorativa por el Centenario del Natalicio de Lenin «Al valor militar» (1969)                                     |
|  | Medalla por la Defensa de Leningrado (1942)                                                                                  |
|  | Medalla por la Defensa del Cáucaso (1944)                                                                                    |
|  | Medalla por la Victoria sobre Alemania en la Gran Guerra Patria 1941-1945 (1945)                                             |
|  | Medalla Conmemorativa del 20.º Aniversario de la Victoria en la Gran Guerra Patria de 1941-1945                              |
|  | Medalla por la Conquista de Königsberg                                                                                       |
|  | Medalla del 30.º Aniversario de las Fuerzas Armadas de la URSS                                                               |
|  | Medalla del 40.º Aniversario de las Fuerzas Armadas de la URSS                                                               |
|  | Medalla del 50.º Aniversario de las Fuerzas Armadas de la URSS                                                               |
|  | Medalla Conmemorativa del 250.º Aniversario de Leningrado                                                                    |
|  | Cruz del Valor (Polonia) |